# Alekséi Sutormín
Alekséi Serguéyevich Sutormín (en ruso: Алексе́й Серге́евич Суторми́н; Moscú, 10 de enero de 1994) es un futbolista ruso. Juega de centrocampista y su equipo es el P. F. C. Krylia Sovetov Samara de la Liga Premier de Rusia.

## Trayectoria
Debutó el 15 de julio de 2013 con el FC Strogino de Moscú ante el FC Torpedo Vladimir en la tercera división de Rusia.
El 29 de junio de 2019 fichó por cuatro años por el Rubin Kazán. Solo estuvo nueve días en su nuevo club, y el 8 de julio fichó por el vigente campeón Zenit.

## Selección nacional
El 8 de octubre de 2021 debutó con la selección de Rusia en un encuentro de clasificación para el Mundial 2022 ante Eslovaquia que ganaron por un gol a cero.

## Estadísticas
Actualizado al último partido disputado el 1 de junio de 2025.
| Club                                   | Div.          | Temporada     | Liga  | Liga  | Copas nacionales | Copas nacionales | Copas internacionales | Copas internacionales | Otras | Otras | Total | Total |
| Club                                   | Div.          | Temporada     | Part. | Goles | Part.            | Goles            | Part.                 | Goles                 | Part. | Goles | Part. | Goles |
| -------------------------------------- | ------------- | ------------- | ----- | ----- | ---------------- | ---------------- | --------------------- | --------------------- | ----- | ----- | ----- | ----- |
| F. C. Strogino Moscú · Rusia           | 3.ª           | 2013-14       | 31    | 6     | 3                | 2                | ―                     | ―                     | ―     | ―     | 34    | 8     |
| F. C. Strogino Moscú · Rusia           | 3.ª           | 2014-15       | 25    | 9     | 1                | 0                | ―                     | ―                     | ―     | ―     | 26    | 9     |
| F. C. Strogino Moscú · Rusia           | Total club    | Total club    | 56    | 15    | 4                | 2                | 0                     | 0                     | 0     | 0     | 60    | 17    |
| F. C. Volgar Astrakhan · Rusia         | 2.ª           | 2015-16       | 31    | 4     | 1                | 0                | ―                     | ―                     | 2     | 0     | 34    | 4     |
| F. C. Volgar Astrakhan · Rusia         | 2.ª           | 2016-17       | 38    | 9     | 1                | 0                | ―                     | ―                     | ―     | ―     | 39    | 9     |
| F. C. Volgar Astrakhan · Rusia         | 2.ª           | 2017-18       | 23    | 9     | 0                | 0                | ―                     | ―                     | ―     | ―     | 23    | 9     |
| F. C. Volgar Astrakhan · Rusia         | Total club    | Total club    | 92    | 22    | 2                | 0                | 0                     | 0                     | 2     | 0     | 96    | 22    |
| F. C. Orenburg · Rusia                 | 2.ª           | 2017-18       | 13    | 3     | 0                | 0                | ―                     | ―                     | ―     | ―     | 13    | 3     |
| F. C. Orenburg · Rusia                 | 1.ª           | 2018-19       | 29    | 8     | 2                | 1                | ―                     | ―                     | ―     | ―     | 31    | 9     |
| F. C. Orenburg · Rusia                 | Total club    | Total club    | 42    | 11    | 2                | 1                | 0                     | 0                     | 0     | 0     | 44    | 12    |
| Zenit de San Petersburgo · Rusia       | 1.ª           | 2019-20       | 24    | 3     | 5                | 2                | 2                     | 0                     | ―     | ―     | 31    | 5     |
| Zenit de San Petersburgo · Rusia       | 1.ª           | 2020-21       | 26    | 3     | 1                | 0                | 5                     | 0                     | ―     | ―     | 32    | 3     |
| Zenit de San Petersburgo · Rusia       | 1.ª           | 2021-22       | 25    | 4     | 2                | 0                | 5                     | 1                     | ―     | ―     | 32    | 5     |
| Zenit de San Petersburgo · Rusia       | 1.ª           | 2022-23       | 14    | 0     | 6                | 0                | ―                     | ―                     | ―     | ―     | 20    | 0     |
| Zenit de San Petersburgo · Rusia       | 1.ª           | 2023-24       | 7     | 0     | 5                | 0                | ―                     | ―                     | ―     | ―     | 12    | 0     |
| Zenit de San Petersburgo · Rusia       | Total club    | Total club    | 96    | 10    | 19               | 2                | 12                    | 1                     | 0     | 0     | 127   | 13    |
| P. F. C. Sochi · Rusia                 | 1.ª           | 2023-24       | 10    | 2     | 0                | 0                | ―                     | ―                     | ―     | ―     | 10    | 2     |
| P. F. C. Sochi · Rusia                 | Total club    | Total club    | 10    | 2     | 0                | 0                | 0                     | 0                     | 0     | 0     | 10    | 2     |
| F. K. Rostov · Rusia                   | 1.ª           | 2024-25       | 24    | 0     | 9                | 2                | ―                     | ―                     | ―     | ―     | 33    | 2     |
| F. K. Rostov · Rusia                   | Total club    | Total club    | 24    | 0     | 9                | 2                | 0                     | 0                     | 0     | 0     | 33    | 2     |
| P. F. C. Krylia Sovetov Samara · Rusia | 1.ª           | 2025-26       | 0     | 0     | 0                | 0                | ―                     | ―                     | ―     | ―     | 0     | 0     |
| P. F. C. Krylia Sovetov Samara · Rusia | Total club    | Total club    | 0     | 0     | 0                | 0                | 0                     | 0                     | 0     | 0     | 0     | 0     |
| Total carrera                          | Total carrera | Total carrera | 320   | 60    | 36               | 7                | 12                    | 1                     | 2     | 0     | 370   | 68    |
| 1. 2.                                  |               |               |       |       |                  |                  |                       |                       |       |       |       |       |

## Palmarés

### Títulos nacionales
| Título                           | Club                     | País  | Año     |
| -------------------------------- | ------------------------ | ----- | ------- |
| Liga Nacional de Fútbol de Rusia | F. C. Orenburg           | Rusia | 2017-18 |
| Liga Premier de Rusia            | Zenit de San Petersburgo | Rusia | 2019-20 |
| Copa de Rusia                    | Zenit de San Petersburgo | Rusia | 2019-20 |
| Supercopa de Rusia               | Zenit de San Petersburgo | Rusia | 2020    |
| Liga Premier de Rusia            | Zenit de San Petersburgo | Rusia | 2020-21 |
| Supercopa de Rusia               | Zenit de San Petersburgo | Rusia | 2021    |
| Liga Premier de Rusia            | Zenit de San Petersburgo | Rusia | 2021-22 |
| Supercopa de Rusia               | Zenit de San Petersburgo | Rusia | 2022    |
| Liga Premier de Rusia            | Zenit de San Petersburgo | Rusia | 2022-23 |
| Supercopa de Rusia               | Zenit de San Petersburgo | Rusia | 2023    |
| Liga Premier de Rusia            | Zenit de San Petersburgo | Rusia | 2023-24 |
| Copa de Rusia                    | Zenit de San Petersburgo | Rusia | 2023-24 |